# Joyce Jameson
Joyce Jameson (nacida Joyce Beverly Kingsley;[cita requerida] 26 de septiembre de 1927 – 16 de enero de 1987) fue una actriz estadounidense, conocida por sus numerosos papeles en televisión, entre los que destacan sus apariciones recurrentes como Skippy, una de las "chicas divertidas" de la serie televisiva de los años 60 The Andy Griffith Show, así como "la rubia" en la película ganadora de un Óscar The Apartment (1960).

## Primeros años
Jameson nació en Chicago. Se graduó en la UCLA con una licenciatura en Humanidades.

## Carrera

### Películas
Jameson comenzó a trabajar a principios de la década de 1950 con numerosos papeles sin acreditar en cine y televisión.[cita requerida] Debutó en el cine en 1951 interpretando a una corista en la película Show Boat. Otros créditos cinematográficos destacados de esa primera época fueron Problem Girls (1953), Tip on a Dead Jockey (1957) y The Apartment (1960).
En 1962, protagonizó junto a Vincent Price y Peter Lorre la película de terror de Roger Corman Tales of Terror, en el papel de Annabel Herringbone. Interpretó a la vulgar y infiel esposa de Lorre y, durante el transcurso de la película, ella y su amante (Price) fueron encerrados en la bodega de Lorre. Un año más tarde, volvió a protagonizar junto a Lorre y Price la estridente comedia The Comedy of Terrors (estrenada en 1964). En 1964, apareció como prostituta de hotel en la comedia Good Neighbor Sam, protagonizada por Jack Lemmon y Romy Schneider.
En 1966, interpretó a Abigail en la película de Elvis Presley Frankie and Johnny y en Boy, Did I Get a Wrong Number! con Bob Hope y Elke Sommer. También apareció en The Split, de 1968, una película policíaca con Jim Brown y Warren Oates, y en un piloto de comedia no vendido para la CBS titulado The Mouse That Roared.
Jameson tuvo papeles en Death Race 2000 (1975), interpretando a Grace Pander, The Outlaw Josey Wales (1976), como Rose, Every Which Way but Loose (1978) y Hardbodies (1984).

### Televisión
Jameson también fue actriz de televisión. Fue miembro habitual del reparto de Club Oasis.: 195  Apareció en dos ocasiones en Perry Mason: primero como Lorraine Iverson en el episodio de 1963 "The Case of the Floating Stones" y luego como Dolly Jameson en el episodio de 1965 "The Case of the Feather Cloak". También tuvo papeles en The Dick Van Dyke Show (en el episodio "A Day in the Life of Alan Brady"), Gunsmoke, Stagecoach West, The Twilight Zone, The Man from U.N.C.L.E. (The Dippy Blonde Affair), McHale's Navy, My Favorite Martian, The New Phil Silvers Show, The Munsters, Hogan's Heroes y F Troop. Además, en 1966, interpretó a Irene en el episodio "Vacation in Las Vegas" de Gomer Pyle, U.S.M.C. Poco después, tuvo un par de papeles en Hogan's Heroes (en el episodio de enero de 1967 "The Great Brinksmeyer Robbery" como Mady Pleiffer, y más tarde ese mismo año en "Sgt. Schultz Meets Mata Hari" como la agente de la Gestapo Eva Mueller),[cita requerida] Alias Smith and Jones, Emergency! y Barney Miller. Apareció en The Rockford Files (en el episodio de 1974 "The Dexter Crisis" como Marge White). Más tarde, apareció en Charlie's Angels, The Feather and Father Gang y The Love Boat.
Su papel recurrente como Skippy junto a Daphne (interpretada por Jean Carson) en The Andy Griffith Show dio lugar a The Fun Girls. Prestó su voz para la serie de dibujos animados Jokebook.: 543   Fue copresentadora de Tempo III, un programa de la cadena KHJ-TV de Los Ángeles.

### Teatro
Entre los créditos de Jameson en Broadway se incluyen The Billy Barnes Revue (1959), Venus at Large (1961) y The Billy Barnes People (1961).

## Vida personal
Se casó con el actor y compositor Billy Barnes en la década de 1950, y tuvieron un hijo juntos, Tyler, antes de divorciarse. Posteriormente, Jameson fue la novia durante mucho tiempo de Robert Vaughn, protagonista de The Man from U.N.C.L.E.. Actuó junto a Vaughn como estrella invitada en un episodio de The Man from U.N.C.L.E. de 1966 titulado "The Dippy Blond Affair". Según la autobiografía de Vaughn, A Fortunate Life, Jameson sufría depresión. También padecía insomnio y tomaba Miltown regularmente para ayudarla a dormir.

## Muerte
El 16 de enero de 1987, Jameson se suicidó en su casa de Burbank, California, tomando una sobredosis de pastillas.

## Filmografía
| Cine       | Cine                             | Cine                        | Cine                                                                     |
| Año        | Título                           | Papel                       | Notas                                                                    |
| ---------- | -------------------------------- | --------------------------- | ------------------------------------------------------------------------ |
| 1951       | Show Boat                        | Corista                     | sin acreditar                                                            |
| 1951       | The Strip                        | Show Girl                   | sin acreditar                                                            |
| 1951       | The Son of Dr. Jekyll            | Camarera                    | sin acreditar                                                            |
| 1953       | Problem Girls                    | Peggy Carstairs             |                                                                          |
| 1954       | Phffft!                          | Secretaria                  | sin acreditar                                                            |
| 1956       | Crime Against Joe                | Gloria Wayne                |                                                                          |
| 1956       | Tension at Table Rock            | Singer                      | sin acreditar                                                            |
| 1957       | Tip on a Dead Jockey             | Sue Fan Finley              |                                                                          |
| 1960       | The Apartment                    | La rubia                    |                                                                          |
| 1962       | Tales of Terror                  | Annabel Herringbone         | (segmento de "The Black Cat")                                            |
| 1963       | The Balcony                      | Penitente                   |                                                                          |
| 1963       | The Comedy of Terrors            | Amaryllis Trumbull          |                                                                          |
| 1964       | Good Neighbor Sam                | Elsie Hooker                |                                                                          |
| 1966       | Frankie and Johnny               | Abigail                     |                                                                          |
| 1966       | Boy, Did I Get a Wrong Number!   | Operadora de teléfono       |                                                                          |
| 1968       | The Split                        | Jennifer                    |                                                                          |
| 1975       | Death Race 2000                  | Grace Pander                |                                                                          |
| 1976       | The Outlaw Josey Wales           | Rose                        |                                                                          |
| 1976       | Scorchy                          | Mary Davis                  | Título alternativo: Race with Death                                      |
| 1979       | Every Which Way but Loose        | Sybil                       |                                                                          |
| 1980       | Pray TV                          | Millie Peebles              | Título alternativo: K-GOD                                                |
| 1983       | Ladies Night                     | Emcee                       |                                                                          |
| 1983       | The Man Who Loved Women          |                             | sin acreditar                                                            |
| 1984       | Hardbodies                       | madre de Rounder            |                                                                          |
| 1984       | Lovelines                        | Mary Assquith               | (último papel cinematográfico)                                           |
| Televisión |                                  |                             |                                                                          |
| Año        | Título                           | Papel                       | Notas                                                                    |
| 1956       | Science Fiction Theatre          | Nina Lasalle                | Temporada 2 Episodio 31: "The Human Circuit"                             |
| 1958       | Playhouse 90                     | Miss Cooper                 | Temporada 2 Episodio 21: "The Gentleman from Seventh Avenue"             |
| 1958       | The Danny Thomas Show            | Gloria Duncan               | Temporada 6 Episodio 8: "Uncle Tonoose's Fling"                          |
| 1959       | Playhouse 90                     | Elsie                       | Temporada 3 Episodio 32: "A Marriage of Strangers"                       |
| 1959       | Yancy Derringer                  | Bonnie Mason                | Temporada 1 Episodio 33: "Gone But Not Forgotten"                        |
| 1960       | The Betty Hutton Show            | Beverly Bell                | Temporada 1 Episodio 23: "The Seaton Story"                              |
| 1961       | Lock-Up                          | Coralee                     | Temporada 2 Episodio 30: "The Case of Willie Betterley"                  |
| 1961       | The Many Loves of Dobie Gillis   | Merilee Maribou             | Temporada 2 Episodio 19: "Will Success Spoil Dobie's Mother?"            |
| 1962       | Outlaws                          | Lotus Cassidy               | Temporada 2 Episodio 13: "The Dark Sunrise of Griff Kincaid"             |
| 1962       | Andy Griffith Show               | Skippy                      | Temporada 3 Episodio 6: "Barney Mends a Broken Heart"                    |
| 1963       | The Many Loves of Dobie Gillis   | Patsy                       | Temporada 4 Episodio 17: "All Right, Dobie, Drop the Gun"                |
| 1963       | The Many Loves of Dobie Gillis   | Lola LaVerne                | Temporada 4 Episodio 31: "Requiem for an Underweight Heavyweight"        |
| 1963       | The Danny Thomas Show            | Nikki Stewart               | Temporada 10 Episodio 26: "Louise to the Rescue"                         |
| 1963       | The Alfred Hitchcock Hour        | Rosie Feather               | Temporada 2 Episodio 11: "How to Get Rid of Your Wife"                   |
| 1963       | McHale's Navy                    | Kate O'Hara                 | Temporada 2 Episodio 15: "Orange Blossoms for McHale"                    |
| 1963       | Perry Mason                      | Lorraine                    | Temporada 7 Episodio 8: "The Case of the Floating Stones"                |
| 1963       | The Twilight Zone                | Starlet                     | Temporada 4 Episodio 12: "I Dream of Genie"                              |
| 1964       | Andy Griffith Show               | Skippy                      | Temporada 4 Episodio 27: "Fun Girls"                                     |
| 1964       | Grindl                           | Laverne                     | Temporada 1 Episodio 15: "The Lucky Piece"                               |
| 1964       | My Favorite Martian              | Flossie                     | Temporada 2 Episodio 12: "The Night Life of Uncle Martin"                |
| 1965       | Andy Griffith Show               | Skippy                      | Temporada 5 Episodio 28: "The Arrest of the Fun Girls"                   |
| 1965       | Perry Mason                      | Dolly Jameson               | Temporada 8 Episodio 19: "The Case of the Feather Cloak"                 |
| 1965       | The Baileys of Balboa            | Mary Brown                  | Temporada 1 Episodio 15: "Sam's Dream"                                   |
| 1965       | The Munsters                     | Miss Valentine              | Temporada 1 Episodio 23: "Dance with Me, Herman"                         |
| 1966       | The Munsters                     | Lou                         | Temporada 2 Episodio 16: "Herman Picks a Winner"                         |
| 1966       | The Man from U.N.C.L.E.          | Jojo Tyler                  | Temporada 2 Episodio 16: "The Dippy Blonde Affair"                       |
| 1966       | The Dick Van Dyke Show           | Blanche                     | Temporada 5 Episodio 25: "A Day in the Life of Alan Brady"               |
| 1966       | Gomer Pyle U.S.M.C.              | Irene                       | Temporada 2 Episodio 25: "Vacation in Las Vegas"                         |
| 1967       | Hogan's Heroes                   | Mady Pfeiffer               | Temporada 2 Episodio 18: "The Great Brinksmeyer Robbery"                 |
| 1967       | Hogan's Heroes                   | Eva Mueller                 | Temporada 3 Episodio 4: "Sergeant Shultz Meets Mata Hari"                |
| 1967       | The Big Valley                   | La rubia                    | Temporada 2 Episodio 21: "The Haunted Gun"                               |
| 1967       | The Girl from U.N.C.L.E.         | Shirley Fummer              | Temporada 1 Episodio 21: "The Carpathian Caper Affair"                   |
| 1968       | Gomer Pyle U.S.M.C.              | Natalie                     | Temporada 5 Episodio 4: "The Return of Monroe"                           |
| 1969       | The Virginian                    | Millie                      | Temporada 8 Episodio 1: "Long Ride Home"                                 |
| 1970       | Run, Simon, Run                  | Esther                      | Telefilme Títulos alternativos: Savage Run The Tradition of Simon Zuniga |
| 1971       | Ironside                         | Mrs. Akerman                | Temporada 5 Episodio 2: "Contract: "Kill Ironside"                       |
| 1972       | Women in Chains                  | Simpson                     | Telefilme                                                                |
| 1973       | Here's Lucy                      | Prisoniera                  | Temporada 5 Episodio 18: "Lucy Goes to Prison"                           |
| 1973       | Emergency                        | Harriet                     | Temporada 3 Episodio 14: "Computer Error"                                |
| 1974       | Movin' On                        | Angela Wentworth            | Temporada 1 Episodio 13: "Goin' Home: Part 2"                            |
| 1974       | The Rockford Files               | Marge White                 | Temporada 1 Episodio 10: "The Dexter Crisis"                             |
| 1974       | The Waltons                      | Helen Faye                  | Temporada 3 Episodio 9: "The Marathon"                                   |
| 1975       | Emergency                        | Mujer atrapada en la puerta | Temporada 4 Episodio 17: "Kidding"                                       |
| 1975       | The First 36 Hours of Dr. Durant | Mrs. Graham                 | Telefilme                                                                |
| 1976       | Baretta                          | Lucille                     | Temporada 3 Episodio 5: "They Don't Make 'Em Like They Used To"          |
| 1977       | The Feather and Father Gang      | Norma                       | Temporada 1 Episodio 4: "The People's Choice"                            |
| 1978       | Barney Miller                    | Catherine Lindsay           | Temporada 4 Episodio 15: "Rape"                                          |
| 1978       | Crash                            | Sophie Cross                | Telefilme Título alternativo: Crash of Flight 401                        |
| 1979       | The Wild Wild West Revisited     | Lola (Showgirl)             | Telefilme                                                                |
| 1982       | The Fall Guy                     | Lucille                     | Temporada 1 Episodio 12: "The Adventures of Ozzie and Harold"            |